# Bernhard Witte (Goldschmied)
Bernhard Witte (* 7. August 1868 in Aachen; † 11. Dezember 1947 in Schwarzrheindorf bei Bonn) war ein deutscher Stiftsgoldschmied in Aachen und „Goldschmied des Heiligen Stuhls und der Päpstlichen Paläste“.

## Leben und Wirken
Der älteste Sohn des Aachener Stiftsgoldschmiedes August Witte und der Margarethe Pohl (1838–1912), einer Schwester des Bildhauers Wilhelm Pohl, übernahm nach seiner Ausbildung zum Goldschmied im Alter von erst 19 Jahren die väterliche Werkstatt für sakrale Kunst „August Witte GmbH“ am Klosterplatz unmittelbar neben dem Aachener Dom. Diese war zuvor nach dem frühen Tod des Vaters übergangsweise von einem Bruder seiner Mutter und einem Gesellen geleitet worden. Witte verlegte später die Werkstatt in größere Räumlichkeiten am Aachener Karlsgraben 29, so dass er Aufträge im großen Stil übernehmen konnte. Er wurde wie schon sein Vater zum Stiftsgoldschmied ernannt und arbeitete jetzt für zahlreiche geistliche Auftraggeber, unter anderem aus den Benelux-Staaten, Italien, Ungarn und Russland sowie beispielsweise für Henry Fitzalan-Howard, 15. Duke of Norfolk, den Kaiser von Brasilien Peter II., den Erzbischof von Chicago und den Patriarchen von Jerusalem. 1895 erfolgte durch Papst Leo XIII. die Ernennung zum „Goldschmied des Heiligen Stuhls und der Päpstlichen Paläste“. Von 1926 bis 1928 arbeitete der spätere Kirchengoldschmied Fritz Schwerdt als „Emailleur und Zeichner“ in der Werkstatt von Bernhard Witte.
Nachdem im Zweiten Weltkrieg die Aachener Werkstatt zunächst ab 1942 geschlossen wurde und anschließend den Bomben zum Opfer gefallen war, beendete Bernhard Witte die 80-jährige Geschichte der Firma „August Witte GmbH“ und zog mit seiner Familie in das Pfarrhaus seines Bruders Karl Witte (1877–1950) nach Schwarzrheindorf bei Bonn. Dieser war dort als Pfarrer an St. Maria und Clemens tätig und nach ihm wurde auch die dortige „Wittestraße“ benannt.
Bernhard Witte war verheiratet mit Franziska Wenders (1877–1959), mit der er zwei Söhne bekam:
- August Witte (3) (* 1909 in Aachen; † 1945/46 vermutlich in Tiflis), welcher sich vorgenommen hatte, in die väterlichen Fußstapfen zu treten und die Firma in dritter Generation zu übernehmen. Er durchlief die Ausbildung im väterlichen Betrieb und war auch dort bis zu seinem Kriegseinsatz mit eigenständigen Kreationen tätig. Im Zweiten Weltkrieg geriet er in sowjetische Gefangenschaft und gilt seit 1945/46 im Raum Tiflis als verschollen. Ihm werden unter anderen folgende Werke zugeschrieben, die aber auch in Zusammenarbeit mit seinem Vater entstanden sein können:
  - 1930: Goldene Madonna für den Hildesheimer Dom, ausgestellt im Rheinischen Landesmuseum Bonn[3]
  - 1933 und 1939: Hindenburg-Pokal[4] für den „Kampf der Nationen“ im Rahmen des Aachener Reitturniers.
- Bernhard Witte (* 30. April 1922 in Aachen; † 4. Dezember 1989 in Uedelhoven) wurde später wie sein Onkel Pfarrer und war zuletzt Pastor in der Pfarrei Uedelhoven/Ahrdorf[5]

Bernhard Witte verstarb in Schwarzrheindorf und fand wie auch später seine Frau seine letzte Ruhestätte in der Familiengruft auf dem Aachener Ostfriedhof.

## Werke (Auswahl)

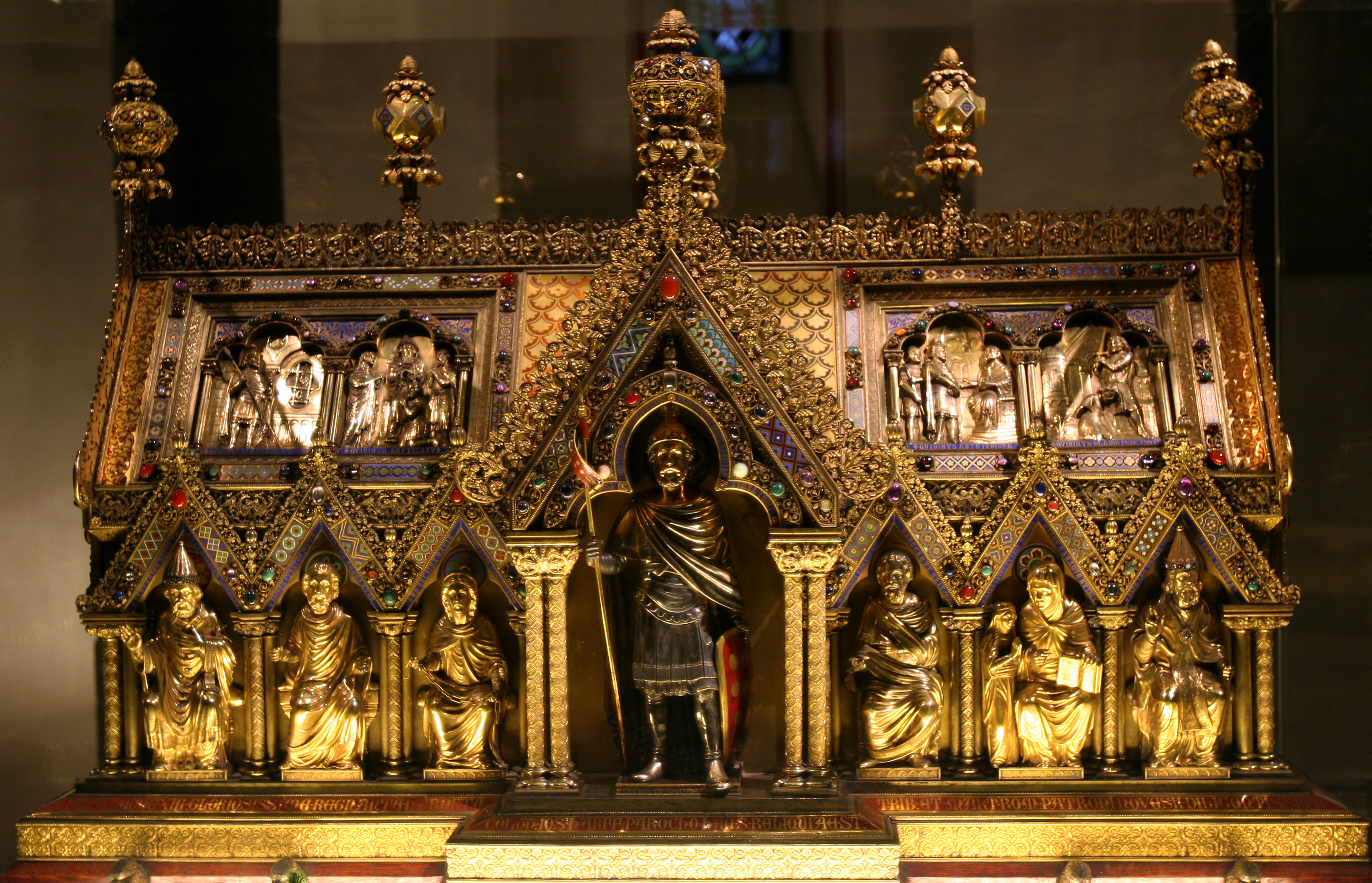
Qurinius-Schrein im Quirinus-Münster Neuss

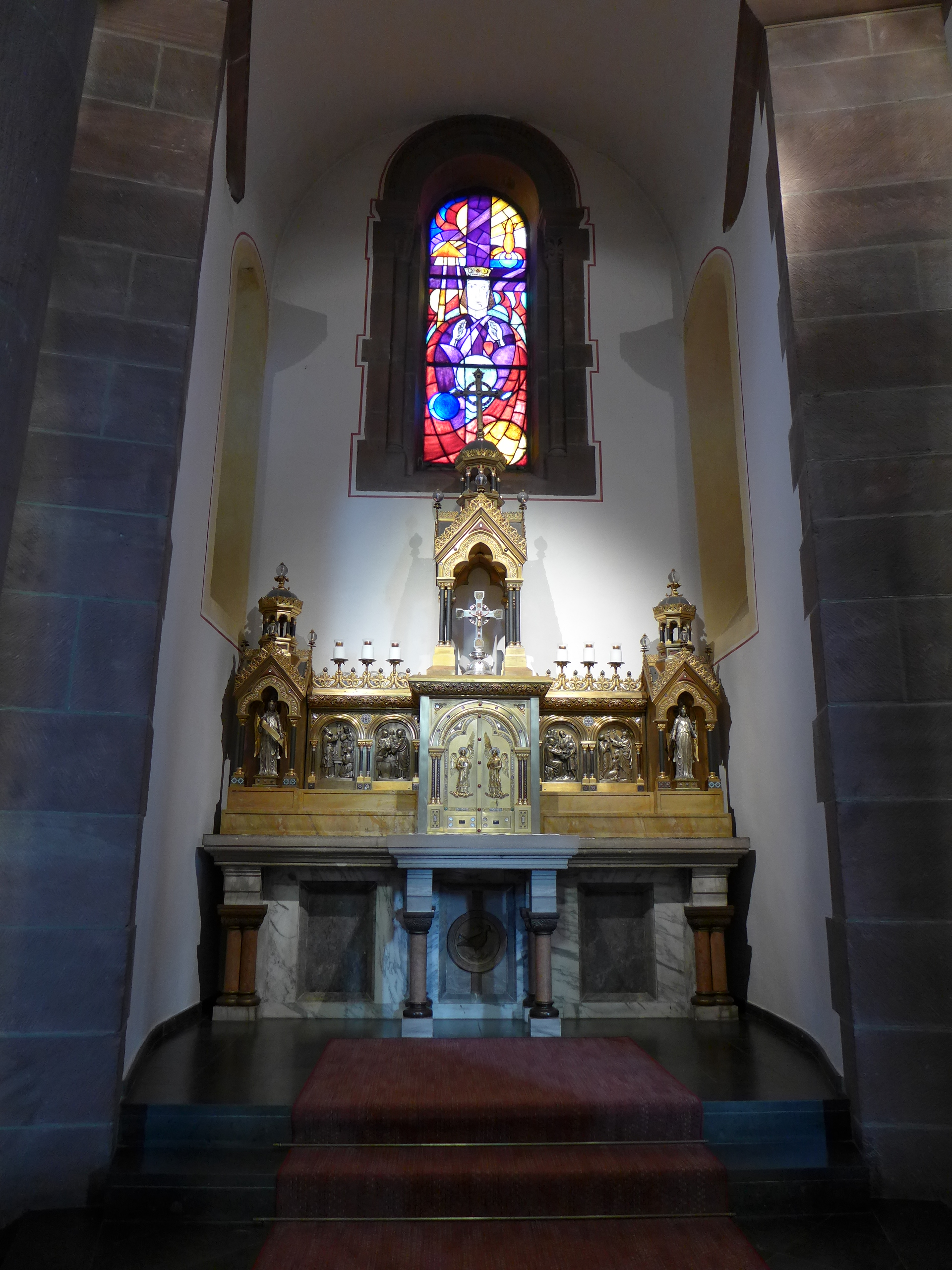
Saardom, Sakramentskapelle, neoromanischer Hochaltar von Witte

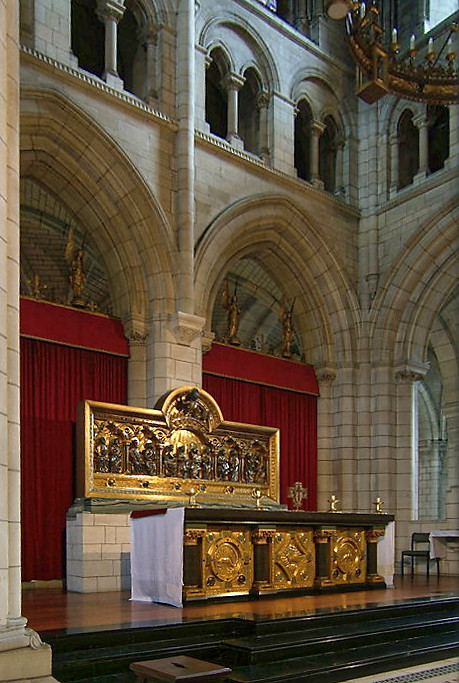
Hochaltar und Retabel, Buckfast Abbey, Devon, England

Bernhard Witte schuf zahlreiche bedeutende Werke in neogotischen und neoromanischen Formen. Darüber hinaus öffnete er sich dem Jugendstil und erweiterte damit sein Betätigungsfeld. Zu seinen Werken zählen unter anderem:
- 1888, 1895, 1902, 1909, 1925, 1930, 1937 und 1945: Schlösser für den Marienschrein anlässlich der Aachener Heiligtumsfahrt. Diese wurden durch Witte erstmals mit Schmuck oder Wappenbildern verziert, um ihnen dadurch eine besondere Bedeutung zu verleihen.[6]
- 1893: Marienkrone in der Herz-Jesu-Kirche Aachen. Sie sollte vermutlich als Bekrönung eines Fahnenstocks dienen. Die edelsteinbesetzte Krone ist der marianischen Kongregation junger Kaufleute zu Aachen gewidmet.
- 1893: Petrusreliquiar in Form einer Reliquien-Prozession
- 1895: Ostensorium mit Reliquien verschiedener Heiliger
- 1896: Arnoldusschrein[7]
- 1896–1900: Quirinusschrein im Quirinus-Münster Neuss. Die Heiligen, Bischöfe und Sitzfigur sowie Relief mit Szenen aus dem Leben des Heiligen Quirin fertigte sein Bruder August Witte (2) an.[8]
- 1897: Monstranz für das Campo Santo Teutonico in Rom
- 1899: Messkelch für den Vatikan[9]
- 1906: Gründungskelch für die Neue Benediktinerabtei Kornelimünster[10]
- 1910: Tabernakel in der Herz-Jesu-Kirche in Aachen; 1933 ersetzt.
- 1911/1912: Neuanfertigung des Corona-Leopardus-Schreins im Auftrag von Alfons Bellesheim; Die Modelle und Figuren wurden von dem Bildhauer Carl Esser angefertigt.[11]
- 1915–1920: zusammen mit Paul Beumers, dem Sohn des Goldschmieds Conrad Anton Beumers und  im Auftrag von Kaiser Wilhelm II.: Repliken der Aachener Reichsinsignien, davon Witte zugesprochen Stephansbursa, Reichsevangeliar, Reichskreuz und Säbel Karls des Großen im Aachener Rathaus,
- 1918: neoromanischer Hochaltar des Saardomes in Dillingen/Saar
- 1926–1937: Restaurierung des Ambos Heinrichs II. im Aachener Dom unter Verwendung der um 1875 gefertigten Evangelisten-Modelle des Bildhauers Wilhelm Pohl

- 1928–1932[12] : Buckfast Abbey: Hochaltar,  Adlerpult, Taufbecken und eine Kopie des Aachener Barbarossaleuchters mit größeren Ausmaßen[13]

- um 1932/1933: Restauration des Aachener Lotharkreuzes: Witte öffnete das Kreuz, reparierte den gebrochenen Holzkern durch die Einbringung von Winkeln aus Silber und erneuerte teilweise die seitlichen Goldplatten. Anschließend entnahm er die Siegelsteine – insgesamt 39 an der Zahl – und ersetzte sie durch Steine, die passend zu den anderen mit mugeligem Schliff versehen waren. Die entnommenen Siegelsteine sind bis auf 17 Stück im Zweiten Weltkrieg verloren gegangen.
- Um 1942: Pektorale für Kardinal Frings, Vollendung in Pforzheim, da die Werkstatt kriegsbedingt geschlossen wurde.